# Heuksando
Heuksando là một đảo tại Hoàng Hải, nằm cách 97,2 km từ bờ biển tây nam của Mokpo, tỉnh Jeolla Nam, Hàn Quốc. Hòn đảo có diện tích 19,7 km² và có một số đỉnh núi: Munamsan (문암산 400m), Gitdaebong (깃대봉 378m), Seonyubong (선유봉 300m), Sangrabong (상라봉 227m). Hòn đảo nằm trong địa giới hành chính của huyện Sinan, Jeolla Nam, Hàn Quốc từ năm 1969. Hòn đảo là nơi sinh sống của khoảng 3.133 người.

## Khí hậu
| Dữ liệu khí hậu của Heuksando (1981–2010, cao kỉ lục/thấp kỉ lục 1997–nay) | Dữ liệu khí hậu của Heuksando (1981–2010, cao kỉ lục/thấp kỉ lục 1997–nay) | Dữ liệu khí hậu của Heuksando (1981–2010, cao kỉ lục/thấp kỉ lục 1997–nay) | Dữ liệu khí hậu của Heuksando (1981–2010, cao kỉ lục/thấp kỉ lục 1997–nay) | Dữ liệu khí hậu của Heuksando (1981–2010, cao kỉ lục/thấp kỉ lục 1997–nay) | Dữ liệu khí hậu của Heuksando (1981–2010, cao kỉ lục/thấp kỉ lục 1997–nay) | Dữ liệu khí hậu của Heuksando (1981–2010, cao kỉ lục/thấp kỉ lục 1997–nay) | Dữ liệu khí hậu của Heuksando (1981–2010, cao kỉ lục/thấp kỉ lục 1997–nay) | Dữ liệu khí hậu của Heuksando (1981–2010, cao kỉ lục/thấp kỉ lục 1997–nay) | Dữ liệu khí hậu của Heuksando (1981–2010, cao kỉ lục/thấp kỉ lục 1997–nay) | Dữ liệu khí hậu của Heuksando (1981–2010, cao kỉ lục/thấp kỉ lục 1997–nay) | Dữ liệu khí hậu của Heuksando (1981–2010, cao kỉ lục/thấp kỉ lục 1997–nay) | Dữ liệu khí hậu của Heuksando (1981–2010, cao kỉ lục/thấp kỉ lục 1997–nay) | Dữ liệu khí hậu của Heuksando (1981–2010, cao kỉ lục/thấp kỉ lục 1997–nay) |
| Tháng                                                                      | 1                                                                          | 2                                                                          | 3                                                                          | 4                                                                          | 5                                                                          | 6                                                                          | 7                                                                          | 8                                                                          | 9                                                                          | 10                                                                         | 11                                                                         | 12                                                                         | Năm                                                                        |
| -------------------------------------------------------------------------- | -------------------------------------------------------------------------- | -------------------------------------------------------------------------- | -------------------------------------------------------------------------- | -------------------------------------------------------------------------- | -------------------------------------------------------------------------- | -------------------------------------------------------------------------- | -------------------------------------------------------------------------- | -------------------------------------------------------------------------- | -------------------------------------------------------------------------- | -------------------------------------------------------------------------- | -------------------------------------------------------------------------- | -------------------------------------------------------------------------- | -------------------------------------------------------------------------- |
| Cao kỉ lục °C (°F)                                                         | 16.5 (61.7)                                                                | 16.6 (61.9)                                                                | 23.3 (73.9)                                                                | 25.7 (78.3)                                                                | 28.6 (83.5)                                                                | 30.1 (86.2)                                                                | 32.7 (90.9)                                                                | 33.9 (93.0)                                                                | 31.1 (88.0)                                                                | 26.3 (79.3)                                                                | 22.3 (72.1)                                                                | 17.4 (63.3)                                                                | 33.9 (93.0)                                                                |
| Trung bình ngày tối đa °C (°F)                                             | 5.3 (41.5)                                                                 | 6.3 (43.3)                                                                 | 9.4 (48.9)                                                                 | 14.2 (57.6)                                                                | 18.6 (65.5)                                                                | 22.4 (72.3)                                                                | 25.5 (77.9)                                                                | 27.6 (81.7)                                                                | 24.0 (75.2)                                                                | 19.3 (66.7)                                                                | 13.7 (56.7)                                                                | 8.1 (46.6)                                                                 | 16.2 (61.2)                                                                |
| Trung bình ngày °C (°F)                                                    | 3.3 (37.9)                                                                 | 3.8 (38.8)                                                                 | 6.2 (43.2)                                                                 | 10.5 (50.9)                                                                | 14.9 (58.8)                                                                | 19.0 (66.2)                                                                | 22.6 (72.7)                                                                | 24.5 (76.1)                                                                | 21.4 (70.5)                                                                | 16.9 (62.4)                                                                | 11.3 (52.3)                                                                | 5.9 (42.6)                                                                 | 13.3 (55.9)                                                                |
| Tối thiểu trung bình ngày °C (°F)                                          | 1.4 (34.5)                                                                 | 1.8 (35.2)                                                                 | 3.8 (38.8)                                                                 | 7.8 (46.0)                                                                 | 12.0 (53.6)                                                                | 16.4 (61.5)                                                                | 20.4 (68.7)                                                                | 22.3 (72.1)                                                                | 19.6 (67.3)                                                                | 15.2 (59.4)                                                                | 9.4 (48.9)                                                                 | 3.9 (39.0)                                                                 | 11.2 (52.2)                                                                |
| Thấp kỉ lục °C (°F)                                                        | −8.7 (16.3)                                                                | −5.9 (21.4)                                                                | −3.9 (25.0)                                                                | 0.6 (33.1)                                                                 | 6.3 (43.3)                                                                 | 11.1 (52.0)                                                                | 15.6 (60.1)                                                                | 17.5 (63.5)                                                                | 14.8 (58.6)                                                                | 4.6 (40.3)                                                                 | −0.2 (31.6)                                                                | −4.8 (23.4)                                                                | −8.7 (16.3)                                                                |
| Lượng Giáng thủy trung bình mm (inches)                                    | 22.1 (0.87)                                                                | 33.2 (1.31)                                                                | 48.8 (1.92)                                                                | 81.2 (3.20)                                                                | 102.4 (4.03)                                                               | 174.7 (6.88)                                                               | 226.0 (8.90)                                                               | 197.1 (7.76)                                                               | 117.5 (4.63)                                                               | 45.4 (1.79)                                                                | 35.0 (1.38)                                                                | 23.9 (0.94)                                                                | 1.107,3 (43.59)                                                            |
| Số ngày giáng thủy trung bình (≥ 0.1 mm)                                   | 9.1                                                                        | 7.1                                                                        | 8.6                                                                        | 9.1                                                                        | 9.0                                                                        | 10.4                                                                       | 13.3                                                                       | 12.0                                                                       | 9.9                                                                        | 6.4                                                                        | 7.5                                                                        | 9.6                                                                        | 112                                                                        |
| Số ngày tuyết rơi trung bình                                               | 9.2                                                                        | 4.8                                                                        | 2.2                                                                        | 0.1                                                                        | 0.0                                                                        | 0.0                                                                        | 0.0                                                                        | 0.0                                                                        | 0.0                                                                        | 0.0                                                                        | 0.5                                                                        | 6.6                                                                        | 23.4                                                                       |
| Độ ẩm tương đối trung bình (%)                                             | 68.7                                                                       | 70.6                                                                       | 72.7                                                                       | 76.5                                                                       | 80.9                                                                       | 86.7                                                                       | 92.0                                                                       | 88.2                                                                       | 82.6                                                                       | 73.1                                                                       | 68.8                                                                       | 67.5                                                                       | 77.4                                                                       |
| Số giờ nắng trung bình tháng                                               | 96.3                                                                       | 138.5                                                                      | 186.5                                                                      | 201.4                                                                      | 191.2                                                                      | 154.2                                                                      | 114.7                                                                      | 188.1                                                                      | 180.3                                                                      | 203.8                                                                      | 148.5                                                                      | 108.0                                                                      | 1.911,7                                                                    |
| Phần trăm nắng có thể                                                      | 30.7                                                                       | 44.9                                                                       | 50.3                                                                       | 51.4                                                                       | 44.1                                                                       | 35.6                                                                       | 26.0                                                                       | 45.2                                                                       | 48.4                                                                       | 58.1                                                                       | 47.7                                                                       | 35.2                                                                       | 42.9                                                                       |
| Nguồn: Korea Meteorological Administration (Tỷ lệ khả chiếu, ngày tuyết)   |                                                                            |                                                                            |                                                                            |                                                                            |                                                                            |                                                                            |                                                                            |                                                                            |                                                                            |                                                                            |                                                                            |                                                                            |                                                                            |